# Díra u Hanušovic
Díra u Hanušovic je český film režiséra Miroslava Krobota z roku 2014. Jedná se o jeho režisérskou filmovou prvotinu, kterou natočil podle scénáře, jenž napsal společně s psychologem Lubomírem Smékalem. Film, který je vesnickým dramatem s prvky černé komedie, koprodukovala Česká televize.

## Děj
Příběh filmu je propletencem osudů ze současné vesnice.. Hlavní hrdinkou je Maruna (Tatiana Vilhelmová), která místo učitelské profese provozuje hospodu na malé vsi v jesenických Sudetech a žije na statku se svou mladší sestrou Jarunou (Lenka Krobotová) a s autoritativní matkou (Johanna Tesařová). Maruna si hledá životního partnera mezi místními neperspektivními muži, nerozhodným a neschopným starostou i myslivcem Jurou (Ivan Trojan) nebo přespolním klempířem Kódlem (Lukáš Latinák). O Marunu jeví zájem také ochotný, hodný a naivní hrobník Olin (Jaroslav Plesl), toho však odmítá. Její sestra Jaruna, která je zdravotní sestrou, nachází překvapivé zalíbení ve starším německém vdovci Hansovi, obchodníkovi se zdravotními potřebami, který přijel do obce na pohřeb své zesnulé sestry. Odjede za ním do Mnichova a nechává těhotnou Marunu starat se o nemohoucí matku. Do toho se prolínají i příběhy několika dalších obyvatel, kteří se setkávají ve zdejším kostele nebo právě u Maruny v hospodě. Dřevorubec Laďa (Hynek Čermák) žije se svou ženou, alkoholičkou Marií (Simona Babčáková) a dělí se o dům i ženu s bratrem Balinem (David Novotný). K výčepu občas zavítá i místní bezdomovec přezdívaný Smraďoch (Martin Myšička).

## Obsazení a postavy
| Tatiana Vilhelmová      | Maruna                 |
| Lenka Krobotová         | Jaruna                 |
| Johanna Tesařová        | matka                  |
| Ivan Trojan             | Jura, starosta         |
| Jaroslav Plesl          | Olin                   |
| Simona Babčáková        | Marie, Laďova „stará“  |
| David Novotný           | Balin                  |
| Hynek Čermák            | Laďa                   |
| Lukáš Latinák           | mladý Kódl, klempíř    |
| Ján Kožuch              | starý Kódl             |
| René Přibil             | Hans, bratr hraběnky   |
| Zdeněk Julina           | otec od rodiny         |
| Martin Myšička          | Smraďoch               |
| Klára Melíšková         | matka od rodiny        |
| Miluše Hradská          | hraběnka               |
| P. ThLic. Piotr Grzybek | farář                  |
| Stanislav Vala          | Vitásek                |
| Marie Logojdová         | Oldova matka           |
| Vladimír Valenta        | první pobuda           |
| Petr Zacpálek           | druhý pobuda           |
| Jaroslav Franke         | kriminalista           |
| Petr Komínek            | statik                 |
| Pavel Bago Füll         | první štamgast         |
| Milan Pazourek          | druhý štamgast         |
| Hana Doulová            | žena prvního štamgasta |
| Vladimír Šída           | řidič autobusu         |
| Markéta Došková         | Kódlova žena           |
| Jiří Baslar             | Mlčoch                 |

## Produkce a propagace
Film se natáčel ve Vikanticích na Šumpersku. Oba spoluautoři scénáře pocházejí z Jeseníků a byli spolužáky na gymnáziu. Všichni herci hovořili severomoravským dialektem (dialekt byl hanácky nikoliv severomoravský). Významné role ztvárnil ansámbl pražského Dejvického divadla, jež Krobot dlouhodobě vedl, ale obsazena byla i řada neherců z řad místních obyvatel včetně skutečného faráře.
Tisková konference proběhla 16. července 2014 za účasti hlavních tvůrců filmu. Zúčastnili se režisér Miroslav Krobot a Lubomír Smékal a další herci z filmu.

## Uvedení a distribuce
Film byl uveden 8. července 2014 na festivalu v Karlových Varech jako jeden ze dvou českých snímků v hlavní soutěži. Do kinodistribuce vstoupil 24. července. V říjnu 2014 byl na programu festivalu v Haifě. V prosinci se stal součástí 27. ročníku přehlídky filmů ze zemí Evropské unie, kterou pořádal Americký filmový institut ve Washingtonu. Koncem dubna 2015 byl uveden na festivalu Finále Plzeň.

## Recenze
- | „                                    | Filmový debut Miroslava Krobota vyhlíží autenticky jako dosud žádný novodobý český film z vesnice. Tvůrci těží ze skvěle odposlechnuté mluvy a odpozorovaných rituálů. […] Krobot se drží své osvědčené poetiky trapnosti, suchého humoru a lakonických hlášek. Ale aniž by se jí vzdal, vykreslil ve svém filmu mnohem plnokrevnější a zároveň civilnější postavy než třeba ve Čtvrté hvězdě. […] Emociální vrchol snímku tvoří scény s Marunou a její matkou. Obzvlášť závěr snímku s dokonalou poslední větou nabízí katarzi, která dokazuje, že věty z promomateriálů o respektu tvůrců k těm, kteří na vesnici zůstávají, nejsou postaveny na vodě. | “ |
| — Jan Gregor, Aktuálně.cz 9. 7. 2014 | |   |
- | „                                             | Svatou trojici filmu představují věrný „živočichopis“, věrná nálada, věrná výprava - ale nic víc. […] Veškeří hrdinové jsou trpní, smíření, odevzdaní, snad už se ani nesnaží vymanit ze stereotypu bez perspektivy, který je obklopuje. […] Humor nesou zpravidla izolované scénky, skeče, výstupy. Zábavnou úlohu plní rovněž jazyk, který mísí prvky nářečí a vulgarit, vděčně a trefně, nikoli však z nutné vnitřní logiky. […] Díky volbě skvělého týmu od kameramana po architekta nepůsobí Díra u Hanušovic lacině jako jiné překotné debuty, zrozené čistě z nerozvážné ctižádosti; na prvotinu se dá mluvit o lehkém nadprůměru. | “ |
| — Mirka Spáčilová, iDNES.cz 20. 7. 2014, 55 % | |   |
- | „                                                  | Díra u Hanušovic ze všeho nejvíc připomíná pospojované díly televizního seriálu. Dění v ní je epizodické a přes přítomnost několika dějových vrcholů tak trochu jednolité a bohužel koketuje s unylostí. Přitom proti jednotlivým hrdinům vlastně nelze nic říct. Mají svoje kouzlo. A už vůbec nic pak nelze vytýkat jejich představitelům. […] Krobot se raději rozhodl destilovat naše národní buranství, a to navíc způsobem, který je v podstatě až urážlivý a rozhodně zlomyslný. O nás samotných tenhle snímek nevypovídá nic a ani se o to nesnaží. Ze všeho nejvíc touží pobavit občas až surrealistickými eskapádami rádoby ze života. | “ |
| — Daniel Storch, Kulturissimo.cz 24. 7. 2014, 60 % | |   |
- | „                                               | Ve filmu se objeví to, čemu se říká „plejáda populárních českých herců“. […] Je až neuvěřitelné koukat se, jaké skvělé věci dokáží titíž herci předvést, když je vede skvělý režisér. […] Někdo by mohl tvrdit, že dlouhé statické záběry působí divadelně, ale není to tak. Nejde o bezradnost nebo lenost, jde o přesně naplánovaný záměr. […] Také skvělá práce se zvukem a tichem je něco ryze filmového. […] Kdybych vám neemocionálně sepsal děj filmu, nepochybovali byste o tom, že to je brutální drama nejtvrdšího kalibru. Krobotův film je ovšem komedie a musím s překvapením konstatovat, že i když nejde o nijak originální vtípky, fungují ve filmu skvěle. | “ |
| — František Fuka, FFFilm.name 27. 7. 2014, 90 % | |   |
- | „                                             | Filmový debut Miroslava Krobota stojí žánrově rozkročený mezi dvěma vzájemně dost protikladnými póly: lyricko-pesimistickým dramatem o životní bezvýchodnosti a lacinou komedií utahující si z lidské přízemnosti. […] Snímku bezesporu nelze upřít podmanivou atmosféru místa, kde se zastavil čas a kde lidé přežívají v nuzných podmínkách, které přijali za sobě vlastní a rezignovali na snahu cokoli měnit. […] Díra u Hanušovic přichází s vulgarismy a „srandovní“ mluvou vycházející z úst známých hereckých tváří navlečených do nepatřičných kostýmů. Jednání a repliky postav tak automaticky nabírají na samoúčelné komičnosti, které ze subtilního pozorování osudů obyčejných lidí činí pouťovou podívanou. | “ |
| — Michal Böhm, Cinepur 27. 10. 2014, 1,2 ze 4 | |   |

## Ocenění
Díra u Hanušovic byla v trojici nejlépe hodnocených českých filmů při výběru České filmová a televizní akademie pro návrh na Oscara, navržen však byl film Fair Play. Tatiana Vilhelmová byla nominována na Cenu české filmové kritiky za nejlepší ženský herecký výkon, ale nominaci neproměnila. Na cenách Český lev 2014 měl film 13 nominací: nejlepší film, režie, ženský herecký výkon v hlavní roli pro Tatianu Vilhelmovou a ve vedlejší roli pro Lenku Krobotovou, mužský herecký výkon v hlavní roli pro Ivana Trojana a ve vedlejší roli pro Jaroslava Plesla, nejlepší scénář, nejlepší kameru, střih, zvuk, filmovou scénografii, kostýmy a masky; cenu získali herci Trojan, Krobotová a Plesl.